# PC World
PC World es una revista estadounidense especializada en computación publicada por International Data Group (IDG, Inc.). Desde 2013, se publica exclusivamente por internet. 
Aborda temas relacionados con las computadoras, al internet y a la tecnología en general. En cada número, la revista publica análisis y opiniones sobre productos de hardware y de software provenientes de varios fabricantes y evalúa, además, otros dispositivos de tecnología como cámaras y televisores. 
En otros países, la revista se publica bajo otros nombres, tales como PC Advisor o PC Welt. La empresa matriz encargada de su publicación en Estados Unidos es IDG Consumer & SMB y se encuentra constituida en la ciudad de San Francisco, California.

## Historia
La publicación fue anunciada en la feria COMDEX en noviembre de 1982, y apareció por primera vez en los quioscos en marzo de 1983; Felix Dennis creó Personal Computer World que más tarde vendió a VNU, y fundó MacUser que vendió a Ziff Davis Publishing a mediados de los 80. PC Magazine también fue adquirida por Ziff Davis.
La revista fue fundada por David y Cheryl Woodard, y su primer director fue Andrew Fluegelman.
Tanto la revista como los sitios web han ganado una serie de premios de Folio, la Sociedad Americana de Editores de Publicaciones de Negocios, MIN, la Western Publications Association, y otras organizaciones; es también una de las pocas revistas de tecnología que ha sido finalista para un National Magazine Award.
Muchos bien conocidos escritores de tecnología han contribuido con PC World, incluyendo a Steve Bass, Daniel Tynan, Christina Wood, Stephen Manes, Lincoln Spector, Stewart Alsop, David Coursey, James A. Martin, y otros. Los editores han incluido a Harry Miller, Richard Landry, Eric Knorr, Phil Lemmons, Cathryn Baskin, Kevin McKean y Harry McCracken.
En 2005 el programa Digital Duo fue ligeramente renombrado y relanzado como PC World's Digital Duo contando con 26 episodios adicionales.
Desde 2006, la base auditada de lectores de PC World es de 750.000, lo que la convierte en la revista informática de mayor circulación en el mundo.
El 10 de julio de 2013 IDG anunció que la revista cesaría su tirada de 30 años. El número de agosto de 2013 fue la última impresa de la revista PC World en Estados Unidos, las ediciones futuras serían exclusivamente digitales.

## Controversias
En mayo de 2007, el entonces editor jefe de la revista, Harry McCracken, renunció de forma súbita en un incidente polémico. De acuerdo con la revista Wired, varias fuentes confirmaron de que el entonces nuevo gerente general de PC World, Colin Crawford, estaba presionando a McCracken para evitar que publicara un artículo desfavorable contra Apple y Steve Jobs, y que este fue motivo para que McCracken renunciara de golpe. En respuesta, Crawford declaró que la forma en cómo los medios cubrían la renuncia no se ajustaba a la realidad. El portal de tecnología CNET publicó más adelante que McCracken había informado a sus colegas que la empresa matriz IDG lo presionaba para no publicar artículos desfavorables contra los patrocinadores más importantes de la revista.
El 9 de mayo del mismo año, Crawford fue trasladado a otra unidad de la empresa. McCracken regresó a su puesto en PC World y permaneció allí hasta su salida de la empresa en 2008.